# Centro de Operaciones de Emergencia Nacional
El Centro de Operaciones de Emergencia Nacional (COEN) es el área física implementada del Instituto Nacional de Defensa Civil (INDECI), que junto a los demás componentes del Sistema Nacional de Gestión del Riesgo de Desastres del Perú, sirven para reunir, monitorear y analizar la información sobre riesgos inminentes o emergencias ocurridas. A través de la integración de todos los esfuerzos nacionales, permite coordinar, dirigir y supervisar las acciones de preparación y atención de emergencias y desastres, contribuyendo a que se tomen las medidas necesarias para reducir los riesgos y que la respuesta a la emergencia o peligro sea eficiente y eficaz.

## Historia
Hasta el año 2002, el Centro de Operaciones de Emergencia Nacional – COEN se activaba únicamente al producirse un desastre o una emergencia de magnitud tal que requiriera la atención permanente de un importante número de personas del INDECI; en dichos casos eran las Direcciones Regionales o Direcciones de Defensa Civil las que alimentaban de información al COEN. El proceso de envío y captación de la información necesaria para la toma de decisiones se realizaba principalmente utilizando medios no informáticos.
A partir de fines del 2002, el COEN se encuentra operando ininterrumpidamente los 365 días del año, en un ambiente especialmente acondicionado para su tarea, empleando el Sistema Nacional de Información para la Prevención y Atención de Desastres – SINPAD, herramienta de informática que enlazando a través de Internet al ente rector de la Defensa Civil con los organismos ejecutores (Comités Regionales, Provinciales y Distritales de Defensa Civil) permite monitorear los riesgos y emergencias registrados digitalmente por los Comités de Defensa Civil.
En el año 2016 se realizan las acciones correspondientes e intercambio de notas con el Gobierno de la República Popular China, para la ejecución de la nueva Infraestructura del Centro de Operaciones de Emergencia Nacional, en un terreno donado por la aviación del ejército del Perú al Instituto Nacional de Defensa Civil en la Av. el Sol en el distrito de Chorrillos. 
En el año 2017, se inician las labores y la ejecución de la nueva Infraestructura del Centro de Operaciones de Emergencia Nacional, la misma que fue ejecutado parcialmente por la República Popular China en calidad de donación y el gobierno peruano a través del INDECI, la misma que culminó la ejecución de la nueva Infraestructura en el año 2019; funcionando de forma continua y óptima las 24 horas del día, los 7 días de la semana, monitoreando las emergencias a nivel nacional.  

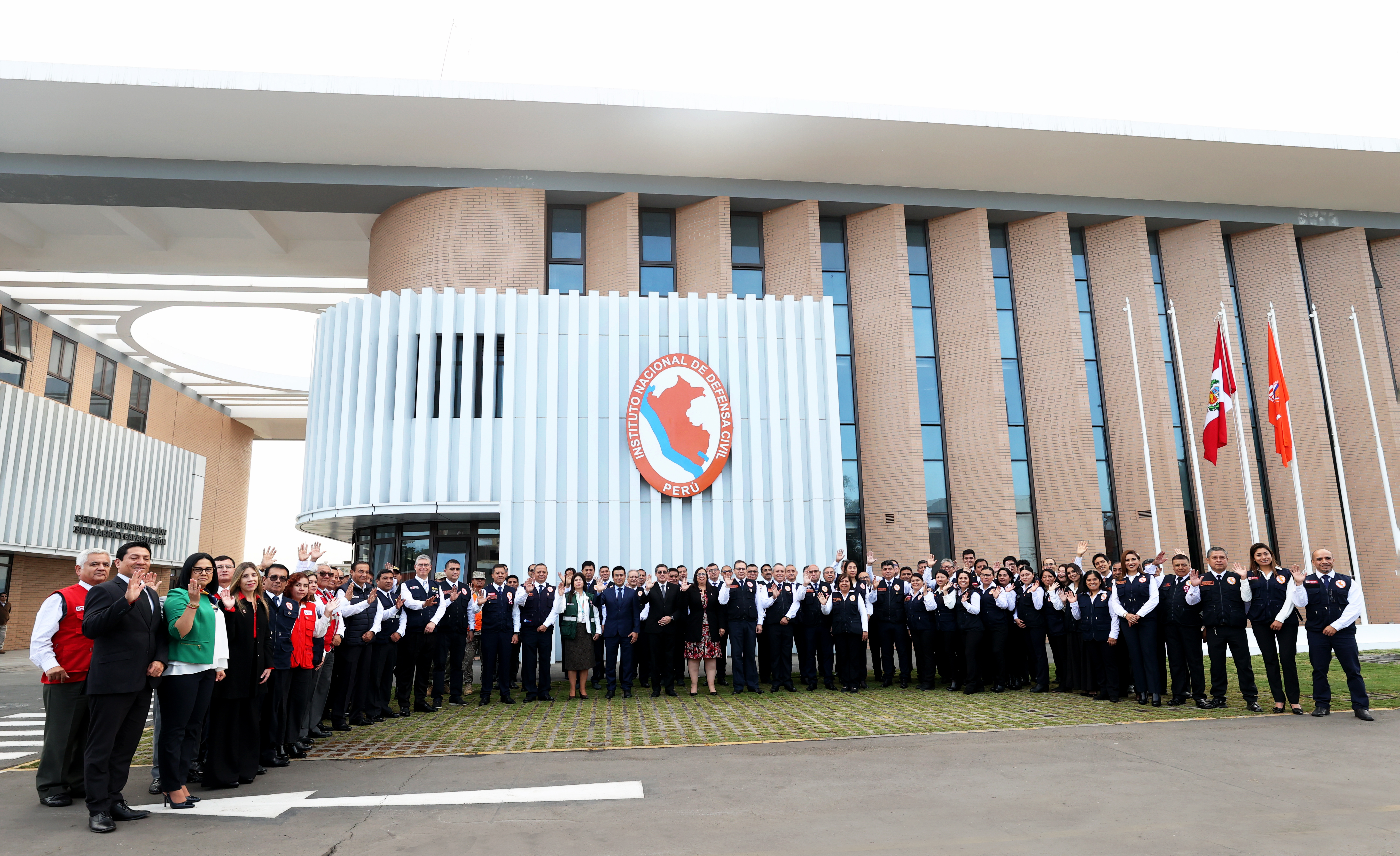
Instalaciones del COEN NACIONAL del INDECI, en el distrito de Chorrillos, Lima. (julio de 2023)

## Funciones

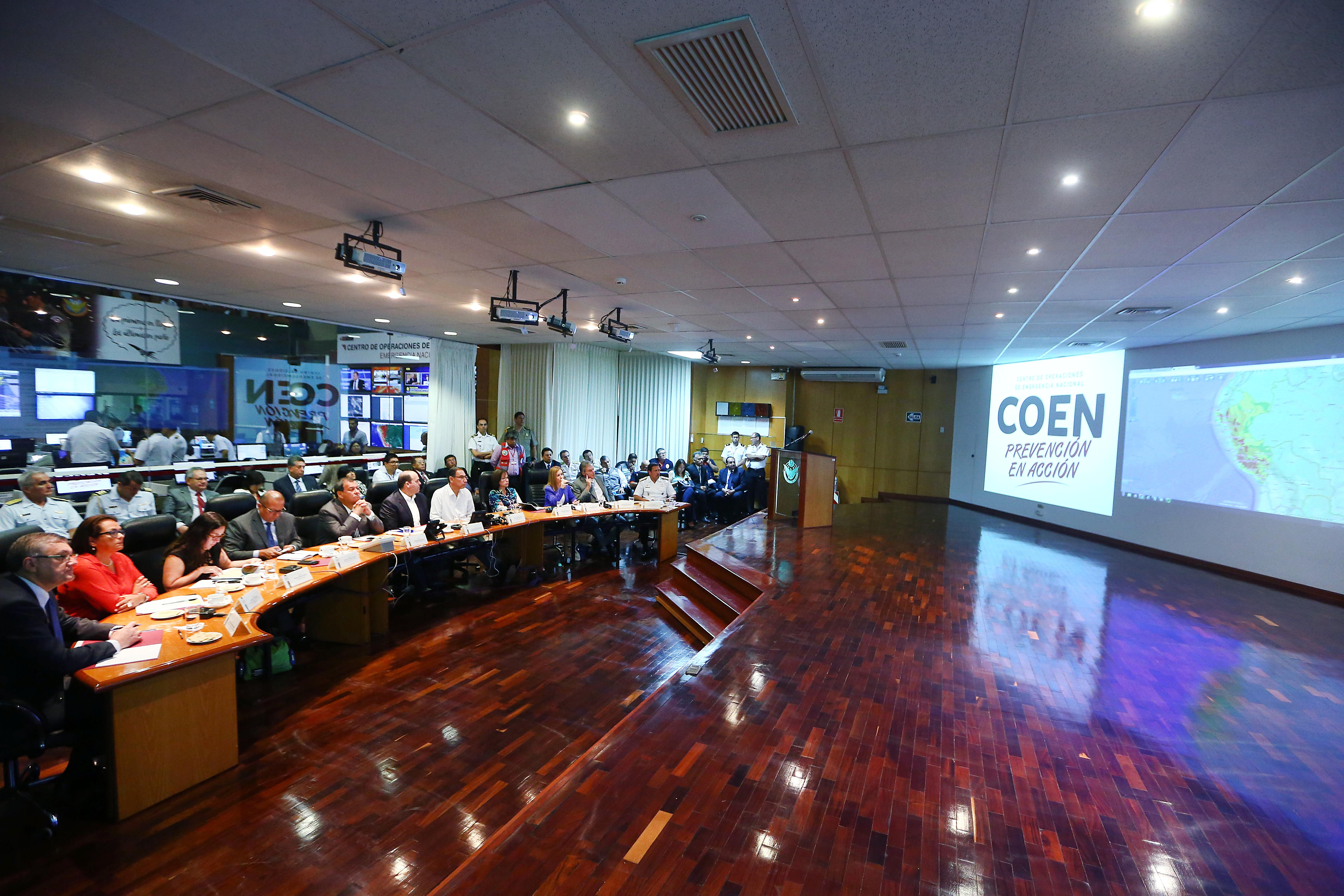
Ministro de Defensa en reunión informativa del COEN (febrero de 2017)

En el COEN se realizan coordinaciones de las acciones sectoriales e institucionales de apoyo a los Comités de Defensa Civil, así como el monitoreo de las acciones de recepción, canalización y entrega de las donaciones nacionales e internacionales a través de las instituciones, organismos de cooperación internacional, empresas del sector público y privado y ONG’s.
El COEN dispone de una organización versátil, flexible y sólida cuyo principal soporte es el personal altamente profesional, dedicado, consciente de su responsabilidad social y comprometido solidariamente con la labor preventiva y asistencial de Defensa Civil. El COEN dispone asimismo de infraestructura, medios y procedimientos adecuados para ejecutar las tareas que le competen como máximo organismo coordinador para la prevención y atención de la población en caso de peligros, emergencias o desastres.
En caso de una emergencia mayor o de un desastre y con orden del Jefe del INDECI, se activa un  Grupo de Intervención Rápida para Emergencias o Desastres (GIRED) y de ser necesario, un Centro de Apoyo Logístico Adelantado (CALA) a fin de apoyar y asesorar a los Comités de Defensa Civil asegurando la oportunidad y eficiencia en la entrega de la ayuda humanitaria requerida por la población afectada.